# Mariakapel (Puth)

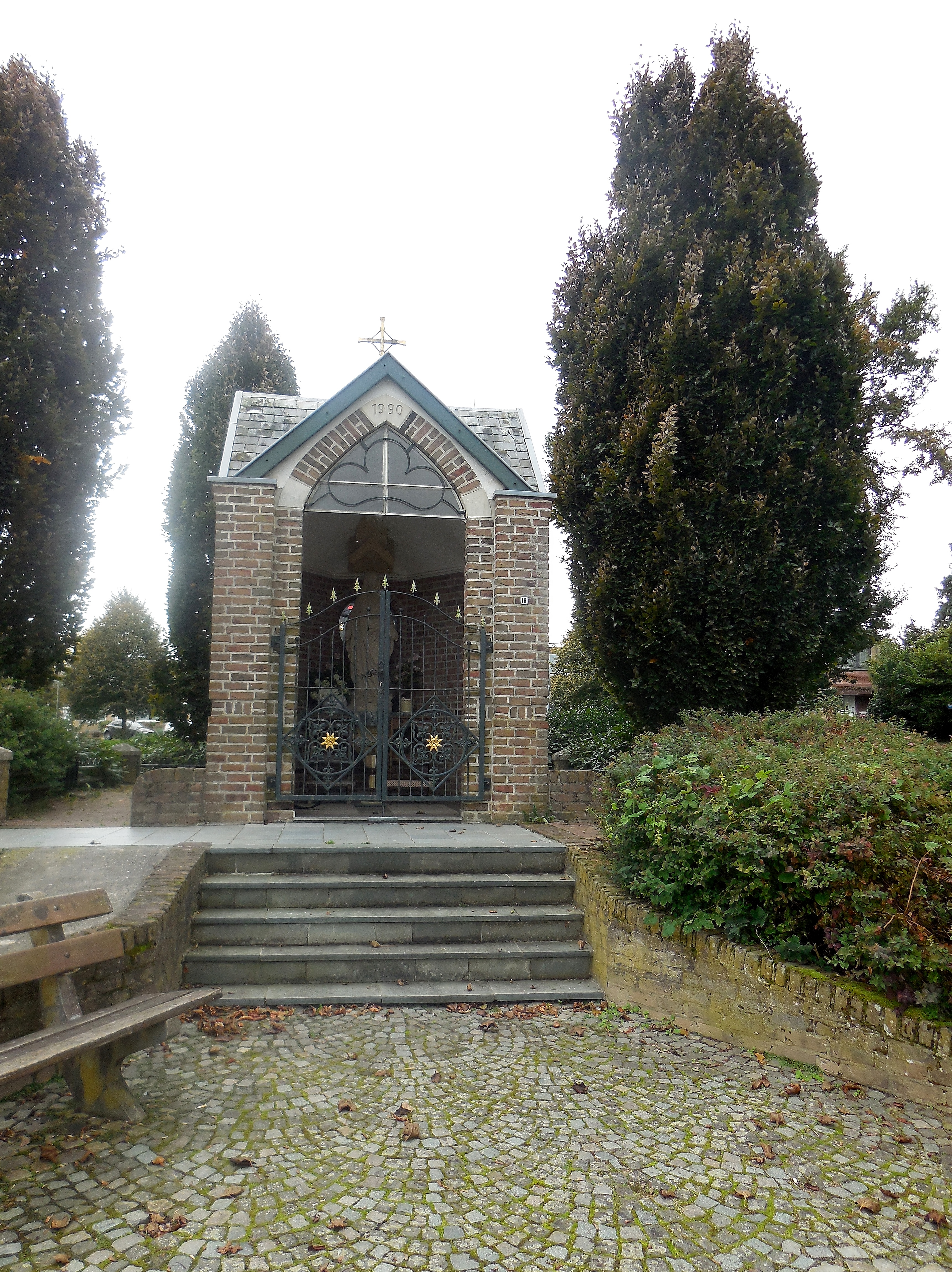
Buitenkant Kapel kruising Bernhardstraat en Eenheidsstraat in Puth

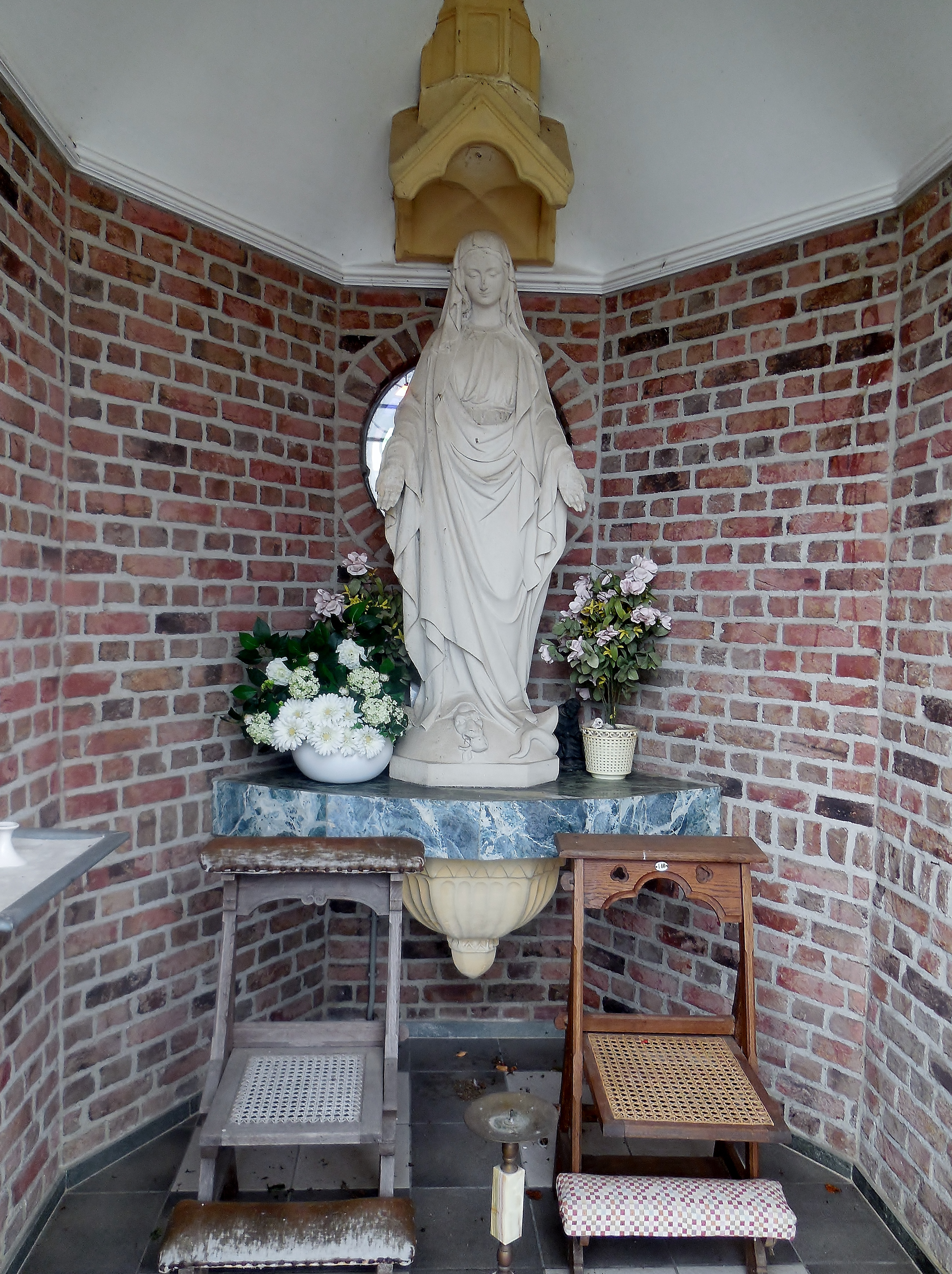
Interieur Kapel kruising Bernhardstraat en Eenheidsstraat in Puth

De Mariakapel is een kapel in Puth in de Nederlands Zuid-Limburgse gemeente Beekdaelen. De kapel staat aan een splitsing van de Bernhardstraat met de Eenheidsstraat. In Puth staan ook de Onze-Lieve-Vrouw-van-Lourdeskapel (Sittarderweg) en het Christoffelkapelke (Kempkensweg).
De kapel is gewijd aan Maria.

## Geschiedenis
Vanaf 1890 stond vroeger op de Kring (kruising Onderste Puth-Eenheidsstraat) een kapel die op 18 juli 1967 afgebroken moest worden. In de plaats van deze kapel kreeg het dorp twee kapellen er voor terug, waaronder de Onze-Lieve-Vrouw-van-Lourdeskapel.
In 1990 werd er niet ver van de plaats van waar de oude kapel gestaan had door buurtbewoners een nieuwe kapel gebouwd.

## Bouwwerk
De bakstenen kapel staat op een lage verhoging die met vijf traptreden (of hellingbaan) overbrugd wordt. De kapel heeft rechthoekig plattegrond met een driezijdige koorsluiting en wordt gedekt door een kruisdak met leien. Bovenop de kruising van het dak is een goudkleurig smeedijzeren kruis geplaatst dat afkomstig was van een klooster in Puth. Hoog in de zijgevels is een driehoekig venster en in de achterwand (apsis) een rond venster met glas-in-lood aangebracht. De frontgevel bevat de spitsboogvormige toegang van de kapel en wordt afgesloten met een ijzeren sierhek. De aanzetstenen en sluitsteen van de toegang en de vensters zijn geel van kleur en in de sluitsteen van de toegang is het jaartal 1990 gegraveerd. Op de hoeken van de frontgevel zijn steunberen geplaatst.
Van binnen is de kapel bekleed met bakstenen metselwerk met een tongewelf dat bepleisterd is. Aan de achterwand is een marmeren altaarblad bevestigd (rustend op een mergelstenen console) en hierop is het ongepolychromeerde Mariabeeld geplaatst dat afkomstig is van het klooster van Puth. Het beeld toont Maria met haar handen uitnodigend gestrekt, staand op een maansikkel terwijl ze de slang vertrapt, en staat onder een mergelstenen baldakijn. Op een wand is een houten plaat aangebracht waarop een tekst is aangebracht:

Kapel op de Kring. herbouwd in 1990.